# Aegomorphus laetificus
Aegomorphus laetificus es una especie de escarabajo longicornio del género Aegomorphus,  subfamilia Lamiinae. Fue descrita científicamente por Bates en 1880.
Se distribuye por Bolivia, Brasil, Ecuador y Perú. Mide 12,72-19 milímetros de longitud.